# Mehdizadeh Kabuli
Mohammad Raouf Mehdi bekannt als Mehdizadeh Kabuli (persisch مهدیزاده کابلی) (geboren 14. Juni 1958 in Kabul) und früherer Dozent an der Kabuler Universität, ist ein afghanischer Politiker, Schriftsteller und Direktor der Aryana Enzyklopädie. Er hatte die Vertretung der in den Iran emigrierten afghanischen Flüchtlinge in den beiden afghanischen Versammlungen (Loja Dschirga) inne.

## Leben
Er ist in Kabul geboren, hat dort seine Grund- und Sekundarschule sowie sein Hochschulstudium absolviert, und hat im Jahre 1981 den Titel eines Dozenten an der Kabuler Fakultät für Ingenieurwesen erlangt. Im Jahre 1984 hat er wegen Protest gegen die militärische Besatzung Afghanistans durch die sowjetische rote Armee Afghanistan verlassen und 20 Jahre lang im Iran leben müssen. Er war in den unterschiedlichen Bauprojekten als Exckutive und Manager im Iran tätig und hat nach Sturz von Taliban die Vertretung von afghanischen Flüchtlingen im Iran in den beiden afghanischen Loja Dschirga (Versammlungen) übernommen. In der Loja Dschriga (Versammlung) des Jahres 2003 war er gegen das Nachwort „Islamisch“ für die Nennung des afghanischen Staates.

„Schon auf der Loja Dschirga hat Mohammad Rauf Mehdi, der afghanische Flüchtlinge in Iran vertrat, Unterschriften gesammelt. Ihm fehlten fünf Stimmen, um seinen Antrag auf die Tagesordnung setzen zu können. Er war gegen diese Verfassung, weil er verhindern wollte, dass Afghanistan eine islamische Republik wird.
Er wurde deshalb von den Islamisten bedroht und musste von der UNO geschützt werden. Selbst wenn er genug Unterschriften bekommen hätte, wäre niemand willens gewesen, einen solchen Antrag angesichts von Warlords und Islamisten öffentlich zu begründen. Mehdi wurde von dem Vorsitzenden der Versammlung, Sebgatullah Modjadedi als Kommunist und Ketzer bezeichnet. Er wurde anschließend von den beiden Ultraislamisten Sayaf und Rabani zu einem "Gespräch" zitiert. Vendrell sah sich zu einer Intervention gezwungen und wies darauf hin, dass er ein solches Verhalten eher von den Taliban erwartet hätte und nicht von dieser Versammlung.“

Er hat unter anderem auch an den internationalen Konferenzen wie z. Beispiel Dialog der Kulturen zwischen Iran und Afghanistan, Internationale Afghanistan-Konferenz in Berlin (2004) teilgenommen.
Mehdizadeh ist ein Aktivist demokratischer Bewegung in Afghanistan. Er hat im Jahr 1999 im Zusammenhang mit den Zielen dieser Bewegung den Verein afghanischer Ingenieure gegründet und war in 2 Perioden der gewählte Vorstand dieses Vereins.
Er lebt seit 2004 in der Bundesrepublik Deutschland und hat im Jahr 2007 in Dresden sein Studium im Fach Ingenieurwesen für Industrie-Management abgeschlossen. Zusätzlich beschäftigt er sich mit Forschungen und Studien der afghanischen Geschichte und der Geschichte von Religionen.
Abdolahmad Jawid, Dozent an der Fakultät für Literatur und früherer Kabuler Uni-Rektor, hat Mehdizadeh Kabuli im Buch AVESTA als einen fähigen Schriftsteller bezeichnet, der die iranisch-afghanische Geschichte mit Genauigkeit und besonderer Feinheit analysiert hat.

## Bibliografie
- Einführung in die Geschichte Afghanistans.
- Prähistorische Afghanistan.
- Afghanistan ist die Wiege des Zoroastrismus.
- The Big Lie (nackte Gesicht des Islam)